# Clásica Jaén Paraiso Interior 2024
La Clásica Jaén Paraiso Interior 2024, terza edizione della corsa e valida come evento dell'UCI Europe Tour 2024 categoria 1.1, si svolse il 12 febbraio 2024 su un percorso di 158,3 km, con partenza da Úbeda e arrivo a Baeza, in Spagna. La vittoria fu appannaggio dello spagnolo Oier Lazkano, il quale completò il percorso in 3h43'50", alla media di 42,433 km/h, precedendo il francese Bastien Tronchon e lo sloveno Jan Tratnik.
Sul traguardo di Baeza 45 ciclisti, dei 97 partiti da Úbeda, portarono a termine la competizione.

## Squadre e corridori partecipanti
| N.    | Cod. | Squadra                         |
| ----- | ---- | ------------------------------- |
| 1-7   | UAE  | UAE Team Emirates               |
| 11-17 | TVL  | Team Visma-Lease a Bike         |
| 21-27 | IGD  | Ineos Grenadiers                |
| 31-37 | DAT  | Decathlon AG2R La Mondiale Team |
| 41-47 | MOV  | Movistar Team                   |
| 51-57 | LTF  | Lidl-Trek                       |
| 61-67 | EUS  | Euskaltel-Euskadi               |

| N.      | Cod. | Squadra                      |
| ------- | ---- | ---------------------------- |
| 71-77   | EKP  | Equipo Kern Pharma           |
| 81-87   | BBH  | Burgos-BH                    |
| 91-97   | CJR  | Caja Rural-Seguros RGA       |
| 101-107 | TBF  | Team Flanders-Baloise        |
| 111-117 | LTD  | Lotto Dstny                  |
| 121-127 | Q36  | Q36.5 Pro Cycling Team       |
| 131-137 | IBA  | Illes Balears Arabay Cycling |

## Ordine d'arrivo (Top 10)
| Pos. | Corridore          | Squadra   | Tempo    |
| ---- | ------------------ | --------- | -------- |
| 1    | Oier Lazkano       | Movistar  | 3h43'50" |
| 2    | Bastien Tronchon   | Decathlon | a 28"    |
| 3    | Jan Tratnik        | Visma     | s.t.     |
| 4    | Tim Wellens        | UAE       | s.t.     |
| 5    | Nicolas Prodhomme  | Decathlon | a 42"    |
| 6    | Sepp Kuss          | Visma     | a 47"    |
| 7    | Michał Kwiatkowski | Ineos     | a 1'22"  |
| 8    | Carlos Canal       | Movistar  | s.t.     |
| 9    | Cédric Beullens    | Lotto     | s.t.     |
| 10   | Marc Soler         | UAE       | s.t.     |